# 冯骁鸣

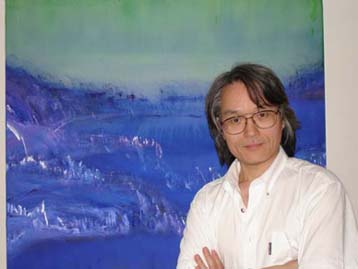
冯骁鸣

冯骁鸣 (馮驍鳴)（1959年—），法国华裔画家，生于上海的一个知识分子家庭，外祖父阮葭仙是银行家。
冯骁鸣自幼就对艺术有着浓厚的兴趣，尤其酷爱书法和绘画。在国内的艺术院校毕业后, 他于1988年赴法国留学，曾在巴黎国立高等美术学院学习并任教。之后，他决定放弃教学把全部精力集中于他的绘画创作。
在法国及海外的众多画廊都有他的杰出作品展出。法国多家出版社还出版了许多有关他的绘画和书法的美术画集.他的部分作品还被选入法国教委的教课书中。
现在他的作品被世界众多的私人和公共所收藏，包括画廊，博物馆，基金会，等。他的作品经常在国际艺术博览会和双年展上展出。2017年中国厦门金砖五国峰会向冯骁鸣特定了一幅作品。

## 主要收藏
- 上海多伦现代美术馆
- 上海朱屺瞻艺术馆
- 法国阿蒙斯文化艺术协会
- 法国圣-山都南文化艺术中心
- 上海市对外文化交流协会
- 法国艺高艺术机构
- 上海罗浮紫艺术典藏
- 法国驻上海汽车工程技术集团
- 上海四季草堂房地产开发有限公司(台湾)
- 上海品采室内设计有限公司(台湾)
- 台湾居咏室内设计有限公司
- 台湾得昌行有限公司
- 台湾得其股份有限公司
- 上海安亭新镇
- 法国登加克市现代博物馆
- 上海新天地郎廷酒店
- 香港瑞安集团
- 新加坡如意轩画廊
- 韓国汉城Y. 基金会
- 新加坡太平船务有限公司
- 2017年厦门金砖五国峰会
- 上海素凯泰酒店
- 香港兴业太古汇集团
- 上海艺术馆

## 主要出版物
- 2000年 – 法国交替出版社出版了冯骁鸣的”老子-道之路”书画集
- 2001年 – 法国菲利普-比几尔出版社出版了冯骁鸣的作品有限印刷品
- 2002-07年 – 法国阿藏出版社出版了以冯骁鸣的作品为题材的明信片, 年历及记事本等印刷品
- 2002年 – 法国交替出版社出版了冯骁鸣的”带来好运”书画集
- 2003年 – 法国弗朗马意翁出版社出版了冯骁鸣的”笔墨相融”大型书画集
- 2005年 – 法国莫泽欧收藏机构出版了冯骁鸣的绘画有限复制品
- 2006年 – 上海田青画廊出版了冯骁鸣画册
- 2008年 – 法国SAS出版社出版了以冯骁鸣的作品为题材的2009年年历
- 2008年 – 法国艺高艺术公司出版了冯骁鸣画册
- 2009年 – 法国SAS出版社出版了以冯骁鸣的作品为题材的2010年年历
- 2010年 – 法国SAS出版社出版了以冯骁鸣的作品为题材的2011年年历
- 2012年 – 上海罗浮紫画廊出版了冯骁鸣2000-2012精装画册
- 2013年 – 法国巴黎歌腾贝格画廊出版了冯骁鸣与安东尼-蓬塞的精装画册
- 2014年 – 上海菲利普-斯旦伯画廊出版了冯骁鸣”无尽意象”画册
- 2015年 – 上海菲利普-斯旦伯画廊, 北京艺术8出版了冯骁鸣”色彩大师”画册
- 2015年 – 中国电信出版发行了一套 (六张) 冯骁鸣画作的精装本收藏电话卡
- 2017年 – 上海菲利普-斯旦伯画廊, 上海静安雕塑公园艺术中心出版了冯骁鸣”色幻之梦”画册
- 2019年 – 香港歌剧画廊(Opera Gallery) 出版了冯骁鸣 « 灵韵 » 个展画册

## 主要插画出版物
- 1989年 – 巴持里克-贝尔纳的”中国少数民族的风彩”, 法国阿纳高出版社出版
- 1992年 – 巴特里克-贝尔纳的”人类之苗”, 法国阿纳高出版社出版
- 1996年 – 巴特里克-贝尔纳的”中国奇特的少数民族”, 法国阿纳高出版社出版
- 2002年 – 托尼-巴尔松的”这个是”, 法国阿卡里亚出版社
- 2003年 – 卡特琳娜-卢意的”刘和小鸟”, 法国菲利普比几尔出版社
- 2004年 – 马克-吕布的”明天的上海”, 法国黛尔比出版社
- 2004年 – 马赛尔-共旭的”道德经”, 法国大学新闻出版社
- 2004年3月19日 – “法国世界报-书之世界”
- 2004年 – “东西方相识”(中国年在法国), 法国拉-共纳乎市音像资料中心出版
- 2004年 – 法国沙达公司的年度报告集
- 2005年 – 乔治-赛迪的”22张亚洲图”, 法国阿尔莫爱出版社
- 2005年6月13-14-15-16日 – “法国世界报”
- 2005年9月24日 – “法国第二世界报” 封面
- 2005年 – “50个活动去认识艺术家和他们的作品”, 法国资源出版社为法国教委出版的教课书
- 2006年 – 达尼尔-布朗尼的”音障”, 法国夏多罗博物馆和法国红点出版社
- 2006-07年 – 德国波恩, 皮尔德-肯斯特艺术品版权公司
- 2007年 – 法国STG毕业生的历史和地理书, 法国弗西出版社
- 2008年 – “创意工作室”,学校作业集, 法国家庭学校出版社
- 2010年 – 格高里蒙左的 « 兵法之影», 法国阿尔班-米希尔出版社
- 2010年 – 克里斯蒂-热雅雷的 “中国墨”, 法国幻想出版社